# Кабільська Вікіпедія
Кабільська Вікіпедія (кабіл. Wikipedia) — розділ Вікіпедії кабільською мовою. Створена у 2007 році. Кабільська Вікіпедія станом на 25 березня 2025 року містить 6898 статей, 15 026 зареєстрованих користувачів, 27 активних дописувачів, 1 адміністратора
. Загальна кількість сторінок в кабільській Вікіпедії — 16 810, редагувань — 110 687, мультимедійні файли відсутні
. Глибина (рівень розвитку мовного розділу) кабільської Вікіпедії мала і становить 13.6 пунктів
. 

## Історія
- Травень 2007 — створена 100-та стаття[3].
- Жовтень 2010 — створена 1 000-на стаття[3].
- Листопад 2014 — створена 2 000-на стаття[4].